# Helena Margaretha Hutschenruijter
Helena Margaretha Hutschenruijter   (Rotterdam, 1832 - Rotterdam, 1859) fou una soprano holandesa.
Era filla de Wouter Hutschenruyter Sr. i Huiberdina de Haas. El germà Willem Jacob Hutschenruyter també va dedicar-se a la música.
Va rebre les seves primeres classes per part del seu pare Wouter Hutschenruijter, a l'Escola de Música de la Societat per a la Promoció de Toonkunst i després de les cantants Jenny Lind i Anna Bochkoltz-Falconi. Va actuar arreu dels Països Baixos, com a solista o com a part d'un quartet vocal.
Per exemple, va cantar cançons del seu pare a Middelburg (1856), però també àries de l'òpera Der Freischütz de Weber al Teatre Felix Meritis, d'Amsterdam (1857). El novembre de 1858 va cantar a Rotterdam com a "membre d'honor" del cor de la Societat per a la Promoció de Toonkunst, quan es van presentar al programa les Quatre cançons espirituals amb text holandès de Johannes Verhulst. El gener de 1859 va actuar també amb Verhulst, aquesta vegada amb el Salm 84 per a soprano, cor i orquestra; segons la crítica de la revista musical "Caecilia", Helena va cantar a la sala de concerts de Rotterdam de la Societat en benefici del mèrit general. La seva carrera es va veure interrompuda per la mort precoç per tuberculosi pulmonar.